# Der schwarze Kanal
Der schwarze Kanal war eine politisch-agitatorische Sendereihe des DDR-Fernsehens zu Zeiten des Kalten Krieges. Der Chefkommentator Karl-Eduard von Schnitzler widmete sich im Sinne der SED-Propaganda einzelnen Ausschnitten von Sendungen der Fernsehprogramme aus der Bundesrepublik Deutschland.

## Geschichte
Die Sendung startete am 21. März 1960. Sie war eine Antwort auf die zwischen 1958 und 1960 vierteljährlich von der ARD ausgestrahlte Fernsehsendung Die rote Optik, in der Thilo Koch, Leiter des West-Berliner NDR-Studios, Ausschnitte des DDR-Fernsehens als Propaganda analysierte. Der Titel Der schwarze Kanal war eine Anspielung darauf. Schnitzler selbst äußerte sich zu Beginn der ersten Sendung über Absicht und Titel wie folgt:

„Der Schwarze Kanal, den wir meinen, meine lieben Damen und Herren, führt Unflat und Abwässer; aber statt auf Rieselfelder zu fließen, wie es eigentlich sein müßte, ergießt er sich Tag für Tag in hunderttausende westdeutsche und West-Berliner Haushalte. Es ist der Kanal, auf welchem das westdeutsche Fernsehen sein Programm ausstrahlt: Der Schwarze Kanal. Und ihm werden wir uns von heute an jeden Montag zu dieser Stunde widmen, als Kläranlage gewissermaßen.“

Koch interpretierte den Namen der Sendung als Anspielung auf die Farbe Schwarz als Symbol für die damalige Regierungspartei CDU:
„Auf diesen Spatzen im Westfernsehen […] antwortete Genosse von Schnitzler mit einer Kanone, ja mit einer Stalinorgel. Er kam jede Woche auf den Bildschirm, und er nannte sie ‚Der schwarze Kanal‘, womit das westdeutsche Fernsehen gemeint war, ‚schwarz‘ sollte wohl heißen: CDU und schmutzig.“
Die Medienobservationen des Philologischen Instituts an der Ludwig-Maximilians-Universität München bezeichneten Schnitzlers Beiträge als „polemisch-aggressive Haßtiraden“.
In späteren Jahren galt wegen seiner ähnlich agitatorisch-polarisierenden Wirkung das von 1969 bis 1988 ausgestrahlte ZDF-Magazin mit Gerhard Löwenthal als Pendant. Löwenthal und Schnitzler lieferten sich zwei Jahrzehnte lang Vorlagen für ihre politische Agenda.
Der Schwarze Kanal hatte seinen festen Sendeplatz am Montagabend vor 22 Uhr. Der genaue Beginn konnte variieren, da zuvor ein Spielfilm ausgestrahlt wurde. Die Sendung wurde dienstags um 11:30 Uhr wiederholt, wie alle Sendungen des Vorabends.
Im Zuge der politischen Wende setzte das DDR-Fernsehen am 30. Oktober 1989 nach 1519 Folgen die Sendung ab. Im Jahr 1992 strahlte der ORB einen Ende 1991 neu produzierten „allerletzten Schwarzen Kanal“ aus, mit selbstgeschriebenen und -vorgetragenen Kommentaren Schnitzlers.

## Konzept
Die Wochensendung Der Schwarze Kanal zeigte montagabends, unmittelbar nach der Ausstrahlung des populären Montagsfilms (UFA-Reprisen aus dem Staatlichen Filmarchiv der DDR) jeweils um 21:35 Uhr 20 Minuten lang Ausschnitte von Nachrichten, Reportagen und Polit-Magazinen aus dem Westfernsehen, die Schnitzler, der in 1322 von insgesamt 1519 Ausgaben vor der Kamera stand, mit aggressiver Polemik kommentierte. Stellvertretend agierten unter anderem auch Günter Herlt (26 Ausgaben), Ulrich Makosch (19 Ausgaben) sowie Heinz Grote (144 Ausgaben), die einen weniger aggressiven Duktus pflegten. Weitere Sprecher der Sendung waren Götz Förster (4 Ausgaben), Volker Ott (2 Ausgaben) und Albert Reisz (2 Ausgaben).
Zum Start der Sendung wollte Schnitzler breite Zielgruppen „von Lieschen Müller bis Dr. Lieschen Müller“ erreichen, in den 1970er Jahren habe der Fokus zunehmend auf Parteifunktionäre, Offiziere der NVA, denen der Konsum westlicher Fernsehsendungen untersagt war, Lehrer, Journalisten und andere Gruppen gewechselt: Multiplikatoren, die Schnitzlers Polemik aufnahmen und interessierten Bürgern ausgewählte westliche Nachrichten nebst ideologischer Interpretation zu präsentieren. Dabei wurden in propagandistischer Manier die westdeutschen Nachrichten- und Magazinsendungen ihrerseits als Propaganda des Klassenfeindes dargestellt.

## Vorspann
Der Vorspann der Sendung wurde mehrmals neu produziert. In den ersten Versionen wurde ein schwarzer Abwasserkanal angedeutet. Später war eine Animation zu sehen, bei der über mehreren Fernsehantennen die Logos der westdeutschen Fernsehanstalten ARD und ZDF kreisten. Am Ende nahm ein Bundesadler darauf Platz. In den beiden letzten Versionen seit Ende der 1970er Jahre war er mit einem schwarz-weiß-roten Brustband abgebildet, den Farben des Deutschen Reichs. Es sollte den reaktionären Charakter der Bundesrepublik symbolisieren. Die Titelmelodie bestand aus experimenteller Musik mit Blasinstrumenten und elektronischen Instrumenten. In der letzten Version endete die Melodie mit einer Klaviersequenz aus dem Deutschlandlied. Die elektronische Musik wurde auf einem Subharchord eingespielt, das in der DDR am Institut für musikalische und akustische Grenzphänomene entwickelt und als „Gegenstück“ zur im Westen erfolgreichen Hammondorgel in geringer Stückzahl gebaut wurde.

## Rezeption

### Bis 1990
Das Deutsche Rundfunkarchiv wirft Schnitzler vor, durch sinnentstellende Kürzungen von Szenen und speziell geordnete Abfolgen von Ausschnitten Aussagen manipuliert zu haben. In der DDR wurden die Einschaltquoten nie veröffentlicht, gemessen wurden sie dennoch. Das Rundfunkarchiv hat die Sehbeteiligungskartei der Sendung von 1965 bis 1990 archiviert. In den ersten Jahren kam Der schwarze Kanal – Wiederholungen ausgenommen – auf Quoten von meist 14–25 Prozent mit großen Abweichungen einzelner Sendungen. Ende der 1970er Jahre erreichte sie kaum noch zweistellige Werte und sank kontinuierlich weiter mit durchschnittlichen Quoten um drei bis fünf Prozent bis zur Einstellung.
Schnitzler, der ursprünglich bei der BBC und beim Nordwestdeutschen Rundfunk gearbeitet hatte, war einer der bekanntesten Kommentatoren der DDR-Medien. Zumeist wurde er in respektvoll-ambivalenter Weise „Karl-Eduard“ genannt. Im sprichwörtlichen DDR-Witz wurde er auch als „Karl-Eduard von Schni-“ bezeichnet, um auszudrücken, dass noch vor der vollständigen Aussprache seines Namens der Fernseher ab- oder umgeschaltet wurde. Auch Wolf Biermann schmähte Schnitzler am 1. Dezember 1989 in seiner Ballade von den verdorbenen Greisen als „Sudel-Ede“, der „im Grab noch die Würmer belügen“ müsse.
Die Sendung wurde zeitweise, vor allem in den 1960er und Anfang der 1970er Jahre, in einigen Bereichen als eine Art Pflichtveranstaltung betrachtet. So wurde der Inhalt des Schwarzen Kanals zum Beispiel im Politunterricht bei der Armee (NVA oder Grenztruppen) und für den Staatsbürgerkundeunterricht in der Schule verwendet. Das hing aber von den jeweiligen Lehrern und Schulen ab und war regional sehr unterschiedlich.
Im DDR-Bezirk Dresden und im Nordosten der DDR, in denen kein Westempfang möglich war (umgangssprachlich „Tal der Ahnungslosen“) bot Der schwarze Kanal zwar die Möglichkeit, wenigstens Ausschnitte aus Nachrichten von ARD und ZDF zu sehen; sie waren allerdings oft stark gekürzt und aus dem Zusammenhang gerissen, sodass sie kaum als neutrale Informationsquelle dienen konnten.
In der Bundesrepublik war die Sendung ebenfalls bekannt und machte Schnitzler zum bekanntesten DDR-Journalisten. In den 1980er Jahren nannte sich eine Vorgängerformation der Band Blumfeld Der Schwarze Kanal.

### Seit 1990
Seit 2004 verwendet die Tageszeitung Junge Welt den Titel für eine wöchentliche Kolumne, die seit 2019 auch als Video und Podcast produziert wird. Márta Rafael, Witwe des 2001 verstorbenen Schnitzler, hatte die Verwendung gestattet. 2009 strahlte das ZDF die Mockumentary Der schwarze Kanal kehrt zurück aus, die Schnitzlers manipulatorischen Umgang mit Archivmaterial parodiert. Seit 2011 nennt der konservative Journalist Jan Fleischhauer seine Onlinekolumne Der schwarze Kanal (bis 2019 bei Spiegel Online, seither bei Focus Online).

## Verbleib der Sendungen
Wie auf den Webseiten des Deutschen Rundfunkarchivs – als Nachlassverwalter des DDR-Fernsehens – ausgeführt ist, zeichnete das DDR-Fernsehen bei Magazinsendungen allein die Einspielfilme auf, die Kommentare und Moderationen waren live gesprochen. Im Fall des Schwarzen Kanals sind weder die Aufzeichnungen der Kommentare Schnitzler überliefert noch die Einspielfilme, die aus Ausschnitten des Westfernsehens bestanden, weil Schnitzler sie oft kurz nach der Ausstrahlung vernichten ließ. Die meisten Manuskripte jedoch sind erhalten und befinden sich ebenfalls im Rundfunkarchiv.
Erhalten geblieben sind rund 350 der 1519 Folgen des Schwarzen Kanals, die von westlichen Einrichtungen während der Liveausstrahlung des DDR-Fernsehens aufgezeichnet wurden. 33 Folgen sind auf einer zwölfstündigen DVD-Box erhältlich.